# 오바페미 마틴스
오바페미 아킨운미 마틴스(Obafemi Akinwunmi Martins, 1984년 10월 28일 ~ )는 나이지리아의 전 축구 선수로 과거 공격수로 활약했다.

## 수상

### 버밍엄 시티 FC
- 풋볼 리그컵 : 2010-11 (우승)